# Nikica Valentić
Nikica Valentić, né le 24 novembre 1950 à Gospić (RFP Yougoslavie, aujourd'hui en Croatie) et mort le 3 mai 2023 à Zagreb (Croatie), est un homme politique croate. 
Il est le Premier ministre croate du 3 avril 1993 au 7 novembre 1995.

## Biographie
Avant son implication en politique, Nikica Valentić travaillait pour INA Industrija Nafte, la société pétrolière croate. Membre du HDZ, Il est nommé Premier ministre par Franjo Tuđman, poste qu'il occupera jusqu'au 7 novembre 1995.
Durant son mandat, il dévalue le dinar croate pour arrêter l'inflation et apporter la stabilité à l'économie croate. En juin 1994, le dinar croate est remplacé par la kuna.
Après son mandat de Premier ministre, il est élu au Sabor, le parlement croate.